# Отдельный батальон Гвардейского экипажа
Отдельный батальон Гвардейского экипажа — часть морской пехоты, существовавшая в Русской императорской армии во время Первой мировой войны.

## История
После начала Первой мировой войны императорские яхты были поставлены на прикол, а из их экипажей, которые не стали распределять по боевым кораблям, сформировали два батальона двухротного состава (первый — из роты Её Величества и 2-й роты, командир — капитан 1-го ранга А. С. Полушкин; второй — из 3-й и 4-й рот, командир — капитан 1-го ранга князь С. А. Ширинский-Шихматов). Личному составу было выдано обмундирование пехотного образца с чёрным якорем, нашитым на левом рукаве.
Приказом начальника Морских батальонов Действующей армии Великого Князя Кирилла Владимировича за № 9 от 06.04.1915 два отдельных батальона были сведены в Отдельный батальон 6-ротного состава. Командиром был назначен капитан 1-го ранга А. С. Полушкин, помощником командира — капитан 2-го ранга С. В. Мясоедов-Иванов.
Сначала батальон готовился к Босфорской десантной операции, а затем был причислен к 3-му лейб-гвардии Стрелковому полку, входившему в состав 2-го Гвардейского корпуса, который совместно с 1-м Гвардейским корпусом был объединен в Гвардейский отряд, и отправлен на фронт. Перед Февральской революцией батальон был отправлен в Царское село на охрану императорской семьи.

## Командный состав

### При формировании

#### 1-й батальон
- Командир: капитан 1-го ранга А. С. Полушкин
- Адъютант: мичман Л. К. Филатов
- 1-я рота:
  - Командир: старший лейтенант В. Е. Картавцев
  - Младший офицер: лейтенант В. В. Хвощинский
  - Младший офицер: лейтенант В. В. Мочульский
- 2-я рота:
  - Командир: старший лейтенант П. К. Столица
  - Младший офицер: лейтенант Д. И. Мессинг
  - Младший офицер: мичман Ф. Г. Керн
- Начальник пулемётной команды: мичман Г. Н. барон Таубе
- Начальник подрывной команды: подполковник по адмиралтейству Т. Н. Цулун
- Казначей и начальник обоза: прапорщик флота А. Н. Скарлато
- Врач: надворный советник Б. К. Герман

#### 2-й батальон
- Командир: капитан 1-го ранга князь С. А. Ширинский-Шихматов
- Адъютант: лейтенант Н. Д. Семёнов-Тянь-Шанский
- 1-я рота:
  - Командир: старший лейтенант М. А. Бабицын
  - Младший офицер: лейтенант Л. М. Кажевников
  - Младший офицер: лейтенант П. А. Воронов
- 2-я рота:
  - Командир: старший лейтенант А. И. Бутаков
  - Младший офицер: лейтенант А. И. Кублицкий
  - Младший офицер: лейтенант Н. Н. Родионов
- Начальник пулемётной команды: лейтенант Б. А. барон Нольде
- Начальник подрывной команды: лейтенант И. М. Пущин
- Казначей и начальник обоза: титулярный советник Плятт
- Врач: лейб-медик Е. В. статский советник Н. Л. Богданов

### После объединения
- Командир: капитан 1-го ранга А. С. Полушкин
- Помощник командира капитан 2-го ранга С. В. Мясоедов-Иванов
- Командиры рот:
  - Ея Величества: лейтенант Родионов
  - 2-й: старший лейтенант Столица
  - 3-й: лейтенант Кажевников
  - 4-й: лейтенант Кублицкий
  - 5-й: лейтенант Ключарев
  - 6-й: лейтенант Родзянко
- Младшие офицеры рот:
  - лейтенант Мессинг
  - лейтенант Хвощинский
  - лейтенант Воронов
  - лейтенант Семенов-Тянь-Шанский
  - мичман Оппенгейм
  - мичман фон Брискорн
  - мичман Чигаев
  - мичман Секерин
  - мичман Ловягин
  - подпоручик по адмиралтейству Цулун
  - подпоручик по адмиралтейству Хоменко
  - подпоручик по адмиралтейству Рытов
- Адъютант: лейтенант Керн
- Начальник пулемётной команды: лейтенант барон Б. А. Нольде
- Мл. офицер пулемётной команды:
- Начальник команд подрывной и службы связи: лейтенант Лукин
- Заведующий оружием – лейтенант барон Таубе
- Инженер-механик: капитан 2-го ранга Чистяко
- Делопроизводитель по хоз. части: титулярный советник Плятт
- Казначей, квартирмейстер: прапорщик Скарлато
- Старший врач: почётный лейб-медик двора ЕВ статский советник Богданов
- Младший врач: надворный советник Герман
- Капельмейстер: Ф. Ниман
- Священник: протоиерей о. Добровольский

## Песня батальона
Слова песни «Бой под Щурином» были написаны младшим врачом Гвардейского экипажа надворным советником Б. К. Германом и пелись на мелодию песни «Как ныне сбирается вещий Олег»